# Goat Girl
Goat Girl est un groupe post-punk féminin du sud de Londres. Leur formation initiale est composée de la chanteuse et guitariste Clottie Cream (Lottie Pendlebury), de la guitariste et chanteuse occasionnelle LED (Ellie Rose Davies), de la bassiste Naima Jelly (Naima Bock) et de la batteuse Rosy Bones (Rosy Jones).En 2019, la bassiste Holly Hole (Holly Mullineaux) rejoint le groupe, remplaçant Naima Jelly. Le groupe sort trois albums entre 2019 et 2024.

## Biographie

### Formation et signature chez Rough Trade
Le groupe se forme au du sud de Londres et doit son nom au personnage du comédien Bill Hicks, « Goat Boy ». Leur formation initiale est composée de la chanteuse et guitariste Clottie Cream (Lottie Pendlebury), de la guitariste et chanteuse occasionnelle LED (Ellie Rose Davies), de la bassiste Naima Jelly ( Naima Bock ) et de la batteuse Rosy Bones (Rosy Jones),. Le groupe joue et joue ses premiers concerts au Windmill, à Brixton,. Ils signent un contrat avec Rough Trade Records le 24 juillet 2016 et sortent quelques singles avant la sortie de leur premier album deux ans plus tard,. Pendant cette période, ils assurent la première partie de The Fall lors de leur dernier concert à Londres avant la mort de Mark E. Smith, au 100 Club le 27 juillet 2017.

### Premier album
Leur premier album éponyme est sorti en avril 2018. Composé de 19 titres, il est bien accueilli par la presse musicale. Pitchfork le décrit comme « absurde, ludique et plus qu'un peu dérangeant, sonnant parfois comme un Libertines moins romantique », et ajoute que l'album « semble intimidant mais s'avère léger et accessible, avec beaucoup d'esprit décalé et de nombreux rebondissements inattendus sur les routes de campagne gothiques ». The Guardian l'a qualifié de « disque étrange, rusé et imprévisible, allant sous la surface des choses ». Le groupe joué sur la scène John Peel au festival de Glastonbury 2019.
Le magazine musical britannique DIY les décrit comme étant « imprégnés d'une capacité innée à exprimer les préoccupations sociopolitiques de leurs pairs avec esprit et style ». En 2019, la bassiste Holly Hole (Holly Mullineaux) rejoint le groupe, remplaçant Naima Jelly.

### Deuxième et troisième album
En 2021 sort On All Fours (en français "à quatre pattes"). En 2024 sort Below The Waste.

## Discographie

### Albums
- Goat Girl (2018), Rough Trade
- On All Fours (2021), Rough Trade
- Below the Waste (2024), Rough Trade

### EP
- Udder Sounds (2018), Rough Trade

### Singles
- "Country Sleaze"/"Scum" (2016), Rough Trade
- "Crow Cries" (2017), Rough Trade
- "Cracker Drool" (2017), Rough Trade
- "The Man" (2018), Rough Trade
- "Throw Me a Bone" (2018), Rough Trade
- "Sad Cowboy" (2020), Rough Trade
- "The Crack" (2020), Rough Trade
- "Badibaba" (2021), Rough Trade
- "Ride Around" (2024), Rough Trade
- "Motorway" (2024), Rough Trade